# Cuno Amiet
Cuno Amiet (Soleura, 28 de março de 1868 - Oschwand, 6 de julho de 1961) foi um pintor, ilustrador e escultor suíço.

## Obra
Amiet criou mais de quatro mil obras, a maioria são autorretratos. As suas numerosas pinturas de paisagens retratam muitas cenas de inverno, jardins e colheitas de frutas.
O artista continuou a buscar principalmente concepções decorativas no início do século XX, mas seu trabalho tardio das décadas de 1940 e 50 é focado em conceitos mais abstratos de luz e espaço, caracterizados por um brilho pastel e pontos de cor.